# Manawatu Turbos
Los Manawatu Turbos son un equipo provincial profesional de Nueva Zelanda que representa a la Manawatu Rugby Union de la Región de Manawatu-Wanganui en competencias domésticas de rugby.
Participa anualmente en el National Provincial Championship, competición en la cual ha logrado un campeonato en el año 1980.
En el Super Rugby es representado por el equipo de Hurricanes.

## Historia
Fue fundada en 1886 con el nombre de Manawatu County, un año después fue nombrado con el actual.
Desde el año 1976 participa en la principal competición entre clubes provinciales de Nueva Zelanda, en la cual lograron su primer campeonato y único campeonato hasta la fecha en 1980.
Durante su larga historia han enfrentado a diferentes equipos nacionales, logrando triunfos sobre Australia e Irlanda, además ha sido visitado en dos ocasiones por los British and Irish Lions perdiendo en ambas.

## Palmarés

### Primera División
- National Provincial Championship (1): 1980

### Segunda División
- Championship de la ITM Cup (1): 2014

## Jugadores emblemáticos
| - Tomasi Cama Junior - Christian Cullen - Aaron Cruden - Mark Donaldson - Jason Eaton - Jason Hewett - Ron Horsley | - Kent Lambert - Rod McKenzie - Doug Rollerson - Kevin Schuler - Mark Shaw - Lee Stensness - Sam Strahan |